# Sociogeografická analýza města Mostu
Tento článek zjednodušeně pojednává o základních metodách sociální geografie aplikované na město Most.

## Obyvatelstvo

### Početní stav
Podle sčítání 1921 zde žilo v 1 402 domech 27 239 obyvatel, z nichž bylo 13 263 žen. 8 802 obyvatel se hlásilo k československé národnosti, 17 014 k německé a 188 k židovské. Žilo zde 20 471 římských katolíků, 1033 evangelíků, 731 příslušníků Církve československé husitské a 737 židů. Podle sčítání 1930 zde žilo v 1 752 domech 28 212 obyvatel. 9 740 obyvatel se hlásilo k československé národnosti a 17 549 k německé. Žilo zde 20 412 římských katolíků, 1241 evangelíků, 1519 příslušníků Církve československé husitské a 662 židů.
Ve vývoji počtu obyvatel Mostu za poslední dvě století se výrazně projevují dva základní trendy. První započal v období rozmachu hornictví v této oblasti a znamenal značný nárůst obyvatelstva (vystupňovaný v období komunismu). Paradoxně nárůst počtu obyvatel měla za následek i likvidace starého města a výstavba nového. Od začátku devadesátých let však přetrvává v pořadí druhý trend s opačným dopadem. Pokles obyvatel není ale tak rychlý jako strmý nárůst v 70. a 80. letech. Konec normalizace, útlum těžby a nárůst automatizované výroby v průmyslových závodech Chemopetrol měly za následek zvyšování nezaměstnanosti, která se spolu s environmentálním uvědoměním obyvatel podepisuje na odlivu trvale žijících obyvatel a to až do současnosti.

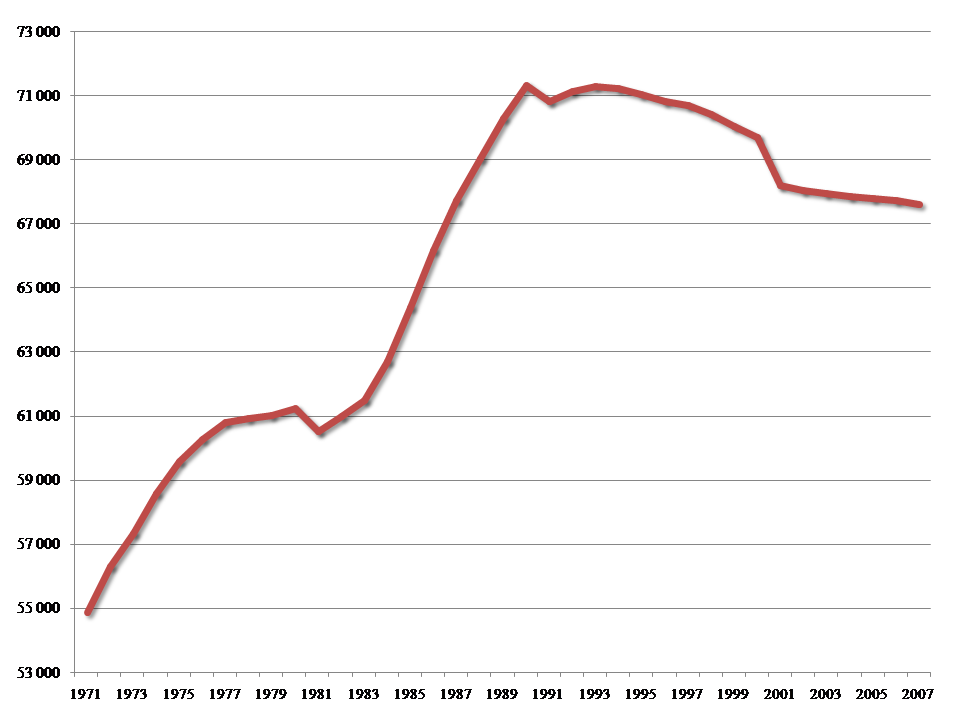
Vývoj počtu obyvatel v Mostě v letech 1971 —2007.

Obecně se soudí, že po útlumu těžby a nárůstu nezaměstnanosti je město předimenzováno v oblasti bydlení, zničená krajina procházející postupnou rekultivací, nedostatek turistického potenciálu, převládající negativní názory na Most napříč republikou, nízká porodnost a záporná migrační bilance nejspíš ani v dohledné době trend poklesu obyvatel nezastaví.
Rekord v počtu trvale žijících zaznamenal Most v roce 1990, kdy k 31. 12.  dosáhl počtu 71 759 obyvatel.
| 1869   | 1880   | 1890   | 1900   | 1910   | 1921   | 1930   | 1950   | 1961   | 1970   | 1980   | 1991   | 2001   | 2011   | 2021   |
| ------ | ------ | ------ | ------ | ------ | ------ | ------ | ------ | ------ | ------ | ------ | ------ | ------ | ------ | ------ |
| 11 262 | 18 649 | 27 292 | 40 701 | 48 621 | 51 272 | 56 751 | 46 328 | 56 857 | 61 158 | 61 543 | 70 670 | 68 263 | 65 193 | 61 306 |
| 1869   | 1880   | 1890   | 1900   | 1910   | 1921   | 1930   | 1950   | 1961   | 1970   | 1980   | 1991   | 2001   | 2011   | 2021   |
| 1 349  | 1 533  | 1 894  | 2 519  | 2 970  | 3 197  | 4 484  | 5 068  | 4 626  | 3 740  | 2 673  | 3 008  | 3 072  | 3 528  | 3 807  |

## Struktura

Věková struktura obyvatel obce Most roku 2011
Rodinný stav obyvatel obce Most roku 2011
Vzdělání obyvatel obce Most roku 2011

### Rozmístění
Z geografického hlediska je rozložení obyvatel ve městě jednolité, přesto nesourodé. Připojováním zaniklých obcí v minulosti se konečná výměra města zdvojnásobila, což způsobilo pokles hustoty zalidnění. Většina obyvatel z celkové počtu kolem 68 000 (97 %) bydlí v městské části Most, která zabírá plochu 41 km² (47 % území města). Zahrnou-li se do výpočtů pouze obydlené oblasti v této městské části, pak stejný počet obyvatel žije přibližně pouze na 20 km²; hustota obydlených oblastí města (kde počet obyvatel překračoval ke dni sčítání lidu v roce 2001 hranici 100 trvale žijících) tedy převyšovala hodnotu 3 370 obyvatel/km².
Celková hustota zalidnění celého administrativního celku města představuje k 31. 12. 2007 775 obyvatel na 1 km². Odečtou-li se vodní plochy, které nemohou sloužit ani k bydlení ani k dlouhodobějšímu pobývání obyvatel představující 2,87 km² (3,3 %), vystupuje hustota k hranici 800 obyvatel na 1 km². Značnou část území zabírají také neaktivní povrchové doly jako místa výskytu bývalých sídel, která musela ustoupit povrchové těžbě. Území těchto zaniklých obcí se pak připojila k městu Most, využití těchto částí půdy však krom průmyslových aktivit je v současnosti minimální a nepředstavuje pro obyvatele města žádný cíl dlouhodobého pobytu nebo trvalého bydlení. Veškeré území spadající pod těžbu hnědého uhlí a výsypek představuje 72,2 % z celého území města (konkrétně 62,81 km²). Po nezapočítání průmyslových oblastí a vodních ploch se hustota zvyšuje k hodnotě 3 175 obyvatel na 1 km² v roce 2007. Zemědělská půda tvoří 13,2 % (11,47 km²) a lesy dalších 8,5 % (7,4 km²). Zbylé 2,8 % připadají na 2,41 km² zastavěných ploch, hustota obyvatel zastavěného území byla tedy v roce 2007 27 887 obyvatel na 1 km².
Nejhustěji osídlené sídliště je Výsluní, kde během sčítání lidu žilo 11 092 obyvatel (hustota 19 483).
Poměrně atypickým jevem je skutečnost, že v centru města se nacházejí hned dvě oblasti, kde trvale nežije žádné obyvatelstvo (oblast bývalých kasáren - základní sídelní jednotka Opletalova; oblast parku Šibeník, který těsně sousedí s oficiálně administrativně vymezeným středem města a rekreační oblast Benedikt dál od centra). Samotný střed také trpí nedostatkem trvale žijícího obyvatelstva, ke dni sčítání v roce 2001 zde oficiálně žilo pouze 22 občanů.

### Trend v rozmístění
Od posledního sčítání lidu v roce 2001 se uskutečnilo několik zásadních akcí k rozmělnění trvale žijících obyvatel. Ve středu města se vystavěla největší obytná rezidence na území města (100 bytů). Tento fakt povede k výrazné změně počtu obyvatel v základní sídelní jednotce Střed během následujícího sčítání lidu. Oblast U hřbitova, Na sadech a východní cíp Liščího vrchu se hustě zaplňují rodinnými domy a vzhledem k tomu, že celkový počet obyvatel ve městě neroste, ale mírně klesá, představuje tato výstavba do budoucna mírné rozmělnění obyvatelstva na sídlištích a poklesu hustoty osídlení. Z urbanistického hlediska se nárůst počtu obyvatel a zvýšení hustoty osídlení krom již zmiňavého Středu týká také oblasti Zahražan, kde začíná výstavba komplexu obytných budov se 100-150 byty.
Další dopad na změnu hustoty zalidnění bude mít v budoucnu dokončení zaplavování Jezera Most, čímž se zvýší celkové vymezení vodní plochy na úkor povrchově užitkové plochy města, konkrétně z 2,87 km² (2008) na 5,98 km² (při zachování předpokládané zaplavené plochy o rozloze 311 ha do roku 2011). 

## Mobilita
Dojížďka a vyjížďka za prací nebo do škol je velmi složitý proces na zjišťování, proto lze jediná data získat pouze ze sčítání lidu jednou za 10 let. V dnešní době neexistuje jiný způsob, jak komplexně zmapovat situaci mobility na území celé republiky, jedině tak lze vystopovat všechny dojíždějící do určitého místa.
Průmysl v Mostě tradičně v dlouhodobém měřítku ustupuje, což se projevuje také na dojíždění za prací do města. V roce 1991 byl Most na 18. místě v pořadí největších center dojížďky ekonomicky aktivních osob. Celkem za prací dojíždělo do města z celé republiky 11 241 osob. Z Mostu naopak do zbytku republiky vyjíždělo 10 074 osob, čímž byl Most v pozitivní bilanci pracovní mobility. K dalšímu sčítání v roce 2001 ovšem Most klesl v žebříčku dojížďky za prací až na 24. místo s celkovým počtem 8 560 dojíždějících. Bilance za poslední sčítání se udržela v kladných číslech a dokonce se zvýšila z 1 167 v roce 1991 na 2 016 v roce 2001. Postavení města se tedy na poli pracovního trhu napříč republikou zlepšilo (za sledované desetiletí), v porovnání s dalšími městy však oživení nebylo dostačující. V devadesátých letech do Mostu dojíždělo za prací více lidí než například do Karlových Varů, Liberce nebo Ústí nad Labem, v následujícím desetiletí tomu bylo naopak.

### V rámci okresu
Největší proud mobility je mezi Mostem a Litvínovem, v rámci republiky se proud Litvínov-Most řadil v roce 2001 na 7. místo největšího mezisídelního proudu dojížďky (v roce 1991 – 3. místo). Opačný proud Most-Litvínov zase za 12. největší (v roce 1991 – 11. místo). Do Litvínova tehdy dojíždělo z Mostu celkem 3 020 obyvatel, včetně školáků (5 730 v roce 1991) a z Litvínova do Mostu 2 557 (3 077 v roce 1991). Důvodem, proč do Litvínova dojíždí více lidí z Mostu a ne naopak, je přítomnost chemických závodů na území města Litvínov.
Největší vazbu na obce v okrese měl Most v roce 1991 pouze k obci Havraň, u dalších osmi obcí (Bečov, Horní Jiřetín, Korozluky, Lišnice, Litvínov, Malé Březno, Obrnice a Polerady) byla vazba přibližně poloviční. Za vazbu na obci se myslí podíl dojíždějících do centra ze všech vyjíždějících z dané obce; tj. u obce Havraň je vazba v roce 1991 71,7 %, což znamená, že ze všech vyjíždějících z obce Havraň celých 71,7 % dojíždí právě do Mostu.
Oproti roku 1991 se vazba Mostu na obce v okrese v roce 2001 výrazně zvýšila, pouze u tří z 21 sledovaných obcí se vazba na okresní město snížila a to pouze nepatrně. Výrazného posílení vazby dosáhly Korozluky a Lišnice, v Havrani čtyři z pěti vyjíždějících obyvatel dojíždělo k poslednímu sčítání právě do Mostu.
| Dojížďka | Dojížďka | Bečov | Bělušice | Braňany | Havraň | Hora SK | Horní Jiřetín | Korozluky | Lišnice | Litvínov | Lom  | Louka u L. | Lužice |
| -------- | -------- | ----- | -------- | ------- | ------ | ------- | ------------- | --------- | ------- | -------- | ---- | ---------- | ------ |
| za prací | 1991     | 368   | 18       | 109     | 91     | 27      | 327           | 21        | 25      | 2 467    | 195  | 41         | 64     |
| za prací | 2001     | 258   | 23       | 109     | 88     | 16      | 244           | 27        | 40      | 2 068    | 203  | 41         | 83     |
| do škol  | 1991     | 75    | 4        | 24      | 41     | 6       | 35            | 2         | 11      | 610      | 34   | 12         | 21     |
| do škol  | 2001     | 107   | 14       | 45      | 48     | 12      | 62            | 17        | 25      | 489      | 60   | 21         | 34     |
| Podíl    | 1991     | 56,9  | 30,6     | 26,3    | 71,7   | 28,7    | 44,6          | 54,7      | 51,4    | 49,2     | 16,5 | 16,9       | 40,9   |
| Podíl    | 2001     | 63,3  | 50       | 43      | 81,9   | 35,4    | 41,2          | 67,8      | 77,4    | 51,5     | 18,3 | 21,3       | 57,9   |

| Dojížďka | Dojížďka | Malé Březno | Mariánské Radčice | Meziboří | Nová Ves | Obrnice | Patokryje | Polerady | Skršín | Želenice |
| -------- | -------- | ----------- | ----------------- | -------- | -------- | ------- | --------- | -------- | ------ | -------- |
| za prací | 1991     | 29          | 50                | 437      | 35       | 482     | 75        | 41       | 26     | 31       |
| za prací | 2001     | 36          | 22                | 356      | 40       | 359     | 96        | 44       | 33     | 49       |
| do škol  | 1991     | 13          | 7                 | 96       | 4        | 85      | 16        | 10       | 6      | 7        |
| do škol  | 2001     | 20          | 8                 | 84       | 3        | 128     | 39        | 25       | 19     | 20       |
| Podíl    | 1991     | 52,5        | 21,7              | 20,6     | 25,8     | 50,9    | 40,6      | 58       | 40,5   | 15,7     |
| Podíl    | 2001     | 57,7        | 17                | 24,5     | 26,7     | 64,4    | 58,7      | 56,5     | 63,4   | 38,8     |

### Mimo okres
Nejvíce se z Mostu a do něj vyjíždí/dojíždí ze sousedních okresních měst (Chomutov, Teplice, Louny). Vyjma největšího dojížďkového proudu do města z blízkého Litvínova nejvíce osob dojíždělo v roce 1991 z Jirkova (2 266 lidí) a Chomutova (1 761).
Jediná položka, která nelze být ve vyjížďce a dojížďce zmapována je dojížďka ze zahraničí. Na základě pracovních povolení lze určit přesný počet legálně zaměstnaných osob, ovšem nelegální pracující, případně studující už se statisticky vhodnou přesností určit nelze.
| Vyjížďka       | do zaměstnání | do zaměstnání | do školy | do školy | celkem | celkem |
| Vyjížďka       | 1991          | 2001          | 1991     | 2001     | 1991   | 2001   |
| -------------- | ------------- | ------------- | -------- | -------- | ------ | ------ |
| v rámci okresu | 8 134         | 3 902         | 1 051    | 313      | 9 185  | 4 215  |
| mimo okres     | 1 910         | 2 549         | 1 391    | 1 309    | 3 301  | 3 858  |
| do zahraničí   | 30            | 93            | 2        | 28       | 32     | 121    |
| úhrn           | 10 074        | 6 544         | 2 444    | 1 650    | 12 518 | 8 194  |